# Заре Ђорђевић
Светозар Заре Ђорђевић (Београд, 9. март 1928 — Београд, 14. фебруар 2016.) био је српски сликар.  

## Биографија
Светозар Заре Ђорђевић је 1954. дипломирао на Ликовној академији у Београду. Био је сарадник Мајсторске радионице Ђорђа Андрејевића Куна.
Самостално је излагао 11 пута у Београду, као и у Лондону, Келну и Виторио Венету. Групно је излагао са УЛУС-ом, СЛУЈ-ом и групом Данас.
Ђорђевић је припадао фигуративном изразу (пејзаж, мртва природа, портрет). Био је инспирисан градском архитектуром. Композиције је градио геометризованим формама, у широкој скали колористичких решења.